# Aimé Perret
Aimé Perret (født 1847 i Lyon, død 1927) var en fransk maler.
Perret blev uddannet på kunstskolen i sin fødeby og senere i Paris under Antoine Vollon. Deltagelsen i den fransk-tyske krig (var med i Belforts forsvar) afbrød for en tid hans kunstnervirksomhed. Allerede i Lyon havde han gjort lykke med Saône-bred i tåge (1867). En studierejse (1871) til La Bresse blev frugtbar for hans kunst. Fra den hentede han ofte senere motiver til sine stemningsfine og natursande folkelivsskildringer. Dåb i La Bresse (1877) vandt megen påskønnelse, endnu mere Den sidste olie (Luxembourgmuseet). Han har endvidere malet Sædemand (1881), Landlig bal i Burgund i 18. århundrede (1883), Vinhøst i Burgund, Den 50-årige fødselsdag (1888), Aftendæmring (1890), Forlovede (1892), Før uvejret (1894), Hyrdinde med får (udstillet i København 1919). Også portrætter, således af skuespillerinden Anna Judic (1878).